# Milan Galia
Milan Galia (17. října 1930, Kopřivnice – 13. září 2017) byl český automobilový konstruktér a vývojář, spojený s kopřivnickou automobilkou Tatra. Jeho dílem jsou zejména typy Tatra 613 a Tatra 815.

## Rodina
Otcem Milana Galii (a jeho sourozenců) byl Alois Galia (1896–1970), který do tehdejší automobilky Kopřivnická vozovka a.s. (později Závody Tatra a. s., resp. Ringhoffer-Tatra a.s.) nastoupil jako administrativní pracovník – archivář už v roce 1921 a vydržel na této pozici až do roku 1956, kdy odešel do penze. V automobilce Tatra později pracovali i Milanovi bratři Alois Galia (1921–1976) jako konstruktér vznětových motorů a Stanislav Galia (1926–2002) jako technolog. Sestra Marie Galiová (1923–1930) zemřela na leukémii již v dětském věku. Matka vedla domácnost v rodinném domku, který otec Alois postavil v tzv. Ptačí čtvrti.
Zajímavostí je, že v kopřivnické oblasti žilo několik rodin s příjmením Galia, u kterých jsou příbuzenské vztahy jen těžko dohledatelné a i sám konstruktér Galia připomíná, že mezi spolužáky měl i svého jmenovce, aniž by dokázali dohledat spřízněnost svých rodin.

## Vzdělání
Milan Galia zpočátku příliš netíhnul k učení a měl nevalný prospěch, teprve později si uvědomil důležitost vzdělání a od sedmé třídy se začal studiu věnovat pilněji, přitom se ale odmítal učit německy a ani jiné předměty nijak dobře neabsolvoval. Už před ukončením povinné školní docházky ho proto o prázdninách 1944 vzal otec na pracovní úřad a rozhodlo se, že Milan bude následovat rodinnou tradici a nastoupí též do automobilky – jako učeň. Stalo se tak 28. 8. 1944 (tento den se mu vryl do paměti proto, že již krátce po jeho nástupu se rozhoukaly sirény oznamující letecký poplach a došlo k masivnímu bombardování blízké Ostravy). První rok vykonával funkci obyčejného učně a pomocného dělníka, v letech 1945–46 potom absolvoval jednoletý večerní učební kurz a vzápětí nastoupil na Vyšší průmyslovou školu strojnickou v Ostravě, kde absolvoval v červnu 1950 maturitou s vyznamenáním.

## V Tatře
Do automobilky Tatra nastoupil Milan Galia znovu 15. června 1950, tentokrát do oddělení konstrukce, a stal se autorem řízení pro monopost Tatra 607, který měl premiéru v Ostravě dne 3. září 1950. Rivalita mezi Tatrou a AZNP Mladá Boleslav v oblasti automobilové výroby ho vedla k rozhodnutí přihlásit se na vysokou školu a v roce 1950 úspěšně vykonal přijímací zkoušky na Vysoké učení technické v Brně, kam ale nakonec nenastoupil – v době rozvíjející se studené války měla konstrukční kancelář Tatry napilno (navíc se z několika různých míst stěhovala spolu s technology do jedné budovy, čímž vznikla celá vývojová dílna) a rodil se (nakonec velmi nepovedený) vojenský speciál Tatra 128, kterým Tatra chtěla nahradit navržený speciál V3T ze společné konstrukce AZNP+Praga. Pravděpodobně i nepřiznaný neúspěch tohoto typu vedl Milana Galiu k tomu, aby se v roce 1952 podal přihlášku na České vysoké učení technické v Praze a i díky načerpaným praktickým zkušenostem vykonal bezproblémově přijímací zkoušky. Školu pak spolu s pěti dalšími kolegy z Tatry studoval dálkově a souběžně se studiem se podílel na konstrukci zcela nového dvounápravového vozu Tatra 137 a jeho těžší třínápravové verze Tatra 138, kdy měl na starosti konstrukci řízení, pérování a nosnou strukturu vozidla. Oceňoval přitom rozhodnutí podnikového ředitele Ing. Šimona, že před konstrukcí nového typu musejí být především zjištěny a vyhodnoceny slabiny dosavadního typu Tatra 111 a odvozených variant. Roku 1957 dostal za úkol vyřešit problémy se špatně vypočtenou geometrií řízení na již vyráběném osobním automobilu Tatra 603 a v září 1958 se nechal přeložit do pražské konstrukční kanceláře Tatry. O rok později absolvoval ČVUT – o náročnosti studia svědčí i to, že z původních 77 přihlášených posluchačů se jich ke státním zkouškám dostalo jen pět. Milan Galia odpromoval v listopadu 1959.
Po získání inženýrského titulu byl Galia zařazen mezi „perspektivní kádry“ a roku 1960 se stal asistentem hlavního konstruktéra Vladimíra Popeláře. Roku 1963 se stal vedoucím pracovníkem sériové výroby a roku 1965 byl jmenován hlavním konstruktérem n. p. Tatra namísto odvolaného Ing. Brože.
Jedním z jeho prvních úkolů bylo dokončení vývoje kolosu Tatra 813, od kterého byl odvozen obrněný podvozek DANA, který se však dostal do výroby až mnohem později. Zajistil také stavbu speciálního obytného provedení T138 pro expedici Lambaréné, o svém podílu na evoluci T138 v modernější typy Tatra 148 (kapotovou) a Tatra 162 (trambusovou) se v biografii nezmínil. Zato začal od roku 1972 řešit přechod na nový sjednocený typ Tatra 815 stavebnicové konstrukce, prosadil také vývoj a zavedení výroby zcela nového vzduchem chlazeného vidlicového osmi- až dvanáctiválce, s nimiž také byla T815 nakonec zavedena v roce 1982 do sériové výroby. Galiův tým řešil také její speciální aplikace pro těžké jeřáby s konfigurací až 12×8, pro letištní tahače 6×6, pro zemědělské aplikace, soutěžní vozidla pro Rallye Dakar nebo speciální provedení Tatra 815 GTC pro expedici Tatra kolem světa. Koncem 70. let také Galia jednal v Číně o licenční výrobě tater v tamních podmínkách, totéž absolvoval v roce 1988 v Indii.
Okamžikem svého jmenování do funkce hlavního konstruktéra převzal Milan Galia také starost o nový model osobního vozu. Protože stále platilo pravidlo, že osobní automobily mají v ČSSR vyvíjet a vyrábět pouze AZNP Mladá Boleslav, nebyla nová tatra uznána jako oborový úkol, ale pouze podnikový a tím pádem nebylo možné vymáhat například automatickou součinnost subdodavatelů. Galia se svými podřízenými pokračovali v tradici „odstraňování chyb předchozích typů“, čímž v tomto případě byla míněna Tatra 603 a její nevalná havarijní bezpečnost, spolehlivost a životnost. Původně zamýšlená modernizace na původním podvozku byla zavržena a nakonec byla zkonstruována Tatra 613, se zcela novým podvozkem a s elegantní, nízkou, bohatě prosklenou karosérií od italského studia Vignale. Normalizační personální změny v Tatře od ledna 1970 znamenaly výrazné zpomalení dalšího vývoje i přípravy výroby, zatímco nový podnikový ředitel „zapůjčil“ jeden z prototypů na předsednictvo federální vlády – její předseda Lubomír Štrougal svolil k vrácení reprezentativního vozu až poté, co Galia osobně pronikl až na předsednictvo vlády a neoblomně požadoval buď vrácení vozu, nebo převzetí veškeré odpovědnosti za materiální a konstrukční vady úřadem vlády na revers. Později musel čelit různým úředním lapáliím, z nichž za nejhorší považoval usnesení federální vlády č. 1/1978, kterým byl drasticky úředně omezen okruh uživatelů T613 a její výroba byla dokonce téměř zastavena, toto nařízení pak Galiovi spolupracovníci obcházeli vývojem modifikací včetně prodloužené verze, kabrioletu, záchranářských vozů apod. Koncem 80. let pak Galia prosazoval konstrukci nového malosériového středního vozu s kapalinou chlazeným motorem vpředu, založený na kooperaci se zahraničními automobilkami, ale tato koncepce nebyla vedením Tatry schválena.
Významnou činnost vykonával Milan Galia také v zázemí automobilky: jednak vedl výrazné rozšíření vývojové dílny, konstrukčního a zkušebního oddělení včetně hlukového pracoviště, jednak inicioval výstavbu zkušebního testovacího polygonu (pro který přes styčného důstojníka ČSLA plk. Ing. Votavu získal i podporu Ministerstva národní obrany): roku 1968 tak vznikl první terénní okruh o délce 900 m, obsahující písčitý úsek, příčný svah 0 až 17 % a vodní vanu pro brodění až v hloubce 1800 mm. V následujících letech to byly tormentační vozovky, asfaltový okruh s možností kropení, nekonečný sklápěčkový okruh, buližníková vozovka, 1620 m dlouhý rychlostní okruh, areál adhezních vozovek, drásací vozovka pro testy pneumatik a svahy pro testy stoupavosti o sklonu až 65 ‰. Tento polygon byl na dlouhou dobu ojedinělým v Československu, přičemž v rámci RVHP byl teprve třetím (po sovětském NAMI Dmitrov a východoněmecké Schwartwaldě).
V roce 1989 došlo, v rámci celorepublikové přestavby hospodářství, také k reorganizaci řídicí struktury kombinátu Tatra. Galia se rozhodl v červenci 1989 uvolnit místo hlavního konstruktéra a v dubnu 1991 odešel z podniku natrvalo, do penze.

## Nepracovní aktivity
Samostatnou kapitolu v Galiově životě tvořil vztah ke kopřivnickému Tatra Veteran Car Clubu, který se začal rodit ve chvíli, kdy motoristický nadšenec herec Luděk Munzar požádal koncem 70. let Tatru o pomoc při stavbě repliky okruhového speciálu Tatra 602. Předcházelo tomu i rozhodnutí z roku 1974, o tovární stavbě repliky prvního automobilu – NW Präsident (byla dokončena v dubnu 1977 u příležitosti 80 let výroby automobilů v Kopřivnici) a následné stavby repliky prvního nákladního automobilu NW (byla dokončena v listopadu 1979). Coby účastník rakouské veteránské akce Tatra Freude se v roce 1984 měl možnost setkat s Erichem Ledwinkou, synem významného prvorepublikového tatrováckého konstruktéra Hanse Ledwinky. Veteránských akcí se účastnil až do půli 90. let.